# Anata (festividad andina)
Anata o Anata Andina es una fiesta que se celebra en la región altiplánica de Bolivia. La fiesta inicia con la bendición de la producción agrícola, y la Ch'alla que es un ritual en el cual se agradece a la Pachamama o Madre Tierra por la primera cosecha, que se realiza al finalizar el Anata; durante la Ch'alla se ofrece azúcar, alcohol y flores. Esta festividad está ligada al ciclo de producción agrícola de la papa y se celebra cada año en la época de lluvias, durante el mes de febrero.

## Etimología
El término Anata tiene origen aimara y significa "alegría"; en quechua la festividad se denomina Phujllay.

## Celebración
La fiesta inicia con la bendición de la producción agrícola, y la Ch'alla que es un ritual en el cual se agradece a la Pachamama o Madre Tierra por la primera cosecha que se realiza al finalizar el Anata; durante la Ch'alla se ofrece azúcar, alcohol, flores, mixtura y vino como ofrenda a la Pachamama.
En la Ch'alla los "amautas" o "yatiris" realizan el sacrificio de una llama cuya sangre se vierte en la tierra como ofrenda a la Pachamama.
La celebración incluye además una entrada de baile en la que se representan danzas típicas de la región altiplánica.
En la actualidad esta celebración se relaciona con la fiesta de la Virgen de la Candelaria, y se realiza dos días antes del carnaval de Oruro, ese día también se celebra la fiesta de comadres en Bolivia.